# El Picazo
El Picazo é um município da Espanha na província de Cuenca, comunidade autónoma de Castilla-La Mancha, de área 25 km² com população de 771 habitantes (2007) e densidade populacional de 29,36 hab/km².

## Demografia
| Variação demográfica do município entre 1991 e 2004 | Variação demográfica do município entre 1991 e 2004 | Variação demográfica do município entre 1991 e 2004 | Variação demográfica do município entre 1991 e 2004 |
| --------------------------------------------------- | --------------------------------------------------- | --------------------------------------------------- | --------------------------------------------------- |
| 1991                                                | 1996                                                | 2001                                                | 2004                                                |
| 728                                                 | 737                                                 | 696                                                 | 731                                                 |